# George Maxwell Richards

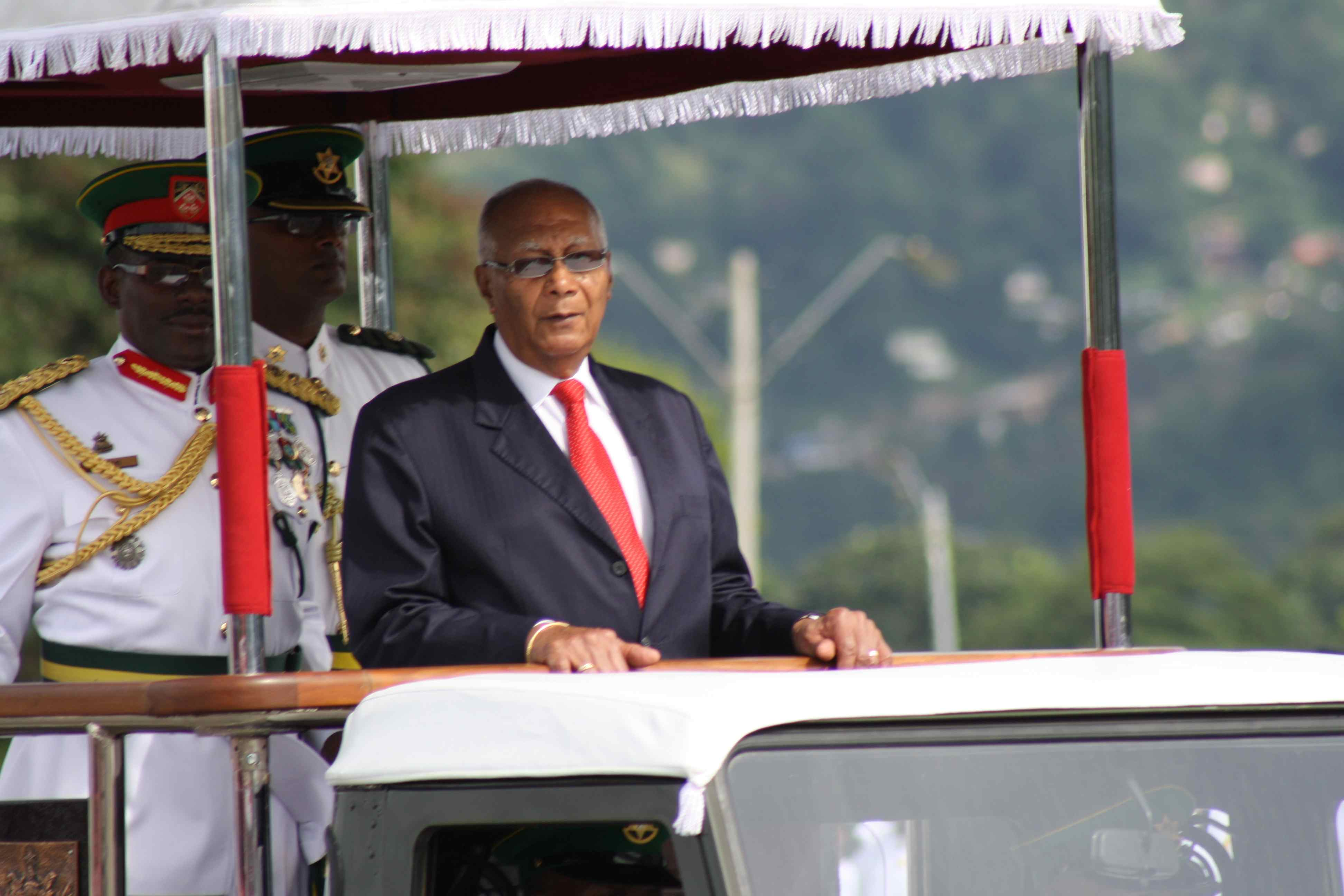
George Maxwell Richards

George Maxwell Richards TC (* 1. Dezember 1931 in San Fernando; † 8. Januar 2018 in Port of Spain) war ein trinidadischer Politiker. Er war von 2003 bis 2013 Präsident des Landes.

## Leben und Karriere

### Studium und Tätigkeit als Chemieprofessor
Nach dem Schulbesuch arbeitete er von Mai 1950 bis September 1951 als Trainee bei einer britischen Erdölgesellschaft auf Trinidad. Im Anschluss daran erfolgte ein Studium als Chemieingenieur an der University of Manchester, welches er 1955 mit einem Bachelor of Science (B.Sc.) und 1957 mit einem Master of Science (M.Sc.) abschloss. Von 1957 bis 1965 war Richards als Manager bei der Shell Trinidad Ltd. tätig. 1963 promovierte er zum Doktor der Philosophie (Ph.D.) in Cambridge. 1965 wurde er Lehrbeauftragter für Chemieingenieurwesen an der University of the West Indies. Im Oktober 1970 erfolgte seine Berufung zum Professor am Lehrstuhl für Chemieingenieurwesen der University of the West Indies. Dort war er von August 1980 bis Mai 1985 auch Stellvertretender Rektor und Provizekanzler. Von Oktober 1984 bis Mai 1985 war er auch amtierender Rektor. Von Mai 1985 bis November 1986 war er schließlich Rektor der University of the West Indies. Als Chemieingenieur war er zudem Mitglied der Vereinigung der Berufsingenieure von Trinidad und Tobago, der Anstalt der Chemieingenieure in London, des Institutes für Petroleum in London sowie der Königlichen Gesellschaft für Chemie in London. Richards war zudem Mitglied des Vorstandes mehrerer Firmen. Darüber hinaus war er Vorsitzender der Nationalen Ausbildungsbehörde, des Nationalen Beratungsrates sowie des Institutes für Marineangelegenheiten. Außerdem war er Januar 1977 bis März 2003 Vorsitzender der Staatlichen Kommission für die Gehaltsbewertung.
1970 wurde Richards das Trinity Cross, der damals höchste Orden Trinidads, verliehen.

### Präsidentschaft
Am 17. März 2003 wurde Richards als Nachfolger von Arthur N. R. Robinson zum Präsidenten der Republik von Trinidad und Tobago gewählt. Er war der erste Präsident seines Landes, der nicht Jurist war. Das Amt des Präsidenten ist in Trinidad und Tobago in Friedenszeiten ein primär zeremonielles; neben der formellen Ernennung des Premierministers und der Mitglieder des Senats umfasst es fast ausschließlich repräsentative Aufgaben. 2008 wurde Richards wiedergewählt. Beide Amtszeiten verliefen unauffällig, er mischte sich selten in die Tagespolitik ein, wurde aber allgemein für sein Rechtsverständnis und seine Verfassungstreue gelobt. 2009 geriet er wegen eines Plagiatskandals in einer staatlichen Kommission sowie der unglücklichen Neubesetzung der Kommission durch ihn in die Kritik. 2012 rügte er die damalige Regierung für die vorschnelle und aus seiner Sicht unüberlegte Einführung eines Gesetzes zur Einstellung von über zehn Jahre anhängigen Strafverfahren, das heftige Proteste in der Bevölkerung zur Folge hatte.
Am 18. März 2013 folgte Anthony Carmona Richards im Amt des Präsidenten nach.
Richards starb im Januar 2018 an Herzversagen.